# Out of the Present
Out of the Present ist ein Dokumentarfilm von Andrei Ujică aus dem Jahr 1995. Er schildert den unplanmäßig verlängerten Aufenthalt des russischen Kosmonauten Sergei Krikaljow auf der russischen Raumstation Mir. Zum ersten Mal wurde dabei eine 35-mm-Filmkamera im Weltraum verwendet.

## Inhalt
Der Film beginnt mit der Andockung von Sojus TM-12 an die Raumstation im Mai 1991. In den folgenden 92 Minuten (entspricht einem Erdumlauf der Station) verfolgt man die Bordroutine einer zweiköpfigen Langzeitbesatzung (Kommandant Anatolyj Arzebarskyj und Bordingenieur Krikaljow), immer wieder unterbrochen von Panoramabildern der vorbeiziehenden Erdoberfläche, aber auch vom Augustputsch in Moskau. Einen Höhepunkt bildet die Ankunft von Sojus TM-13 mit drei Kosmonauten, darunter der Österreicher Franz Viehböck. Auf Drängen Kasachstans war ein kasachischer Wissenschaftskosmonaut dabei, der keine Langzeitausbildung hatte, weshalb Krikaljow sechs weitere Monate im All verbringen musste. Am Ende sieht man ihn nach 300 Tagen Schwerelosigkeit auf einem Sofa ruhen.

## Produktion
Der Film wurde im Wesentlichen am Schneidetisch produziert, die Filmaufnahmen stammen von den Langzeitbesatzungen. Der Transport der Kamera zur Raumstation soll ungefähr die Hälfte des Budgets verbraucht haben.